# 唐宋詩醇
《唐宋詩醇》又名《御選唐宋詩醇》，是清代乾隆敕编的詩歌選本。由清高宗選定李白、杜甫、白居易、韓愈、蘇軾、陸游六家詩，共四十七卷。
《唐宋詩醇》編選評注工作皆出自翰林梁詩正、錢陳群等人，监理为和亲王弘昼、果亲王弘瞻。該選集共選唐、宋二朝六名詩人2665首詩，其中收李白詩375首，杜甫詩722首，白居易詩363首，韩愈詩103首，苏轼詩541首，陆游詩561首。宋詩中只选了苏轼、陆游两家，充分表現出尊唐抑宋的觀念。每詩後皆有評語，既有引前賢之評，亦有時人之評。例如《唐宋詩醇》多引錢謙益《初學集》、《錢注杜詩》之評語。至於蘇軾之詩選與評語多抄自汪師韓《蘇詩選評箋釋》。《唐宋詩醇》更大量引用沈德潛《唐詩別裁集》初訂本的詩評內容，日後沈德潛在重訂《唐詩別裁集》時，也參考了《唐宋詩醇》的選詩要旨。《唐宋詩醇》於乾隆十五年（1750年）刊行，本書是清代考試官出題與考官策問的參考書籍。乾隆二十五年（1760年）江蘇巡撫陳宏謀奏请重刊，有江蘇翻刻本。